# تسینو
تسینو رودی است که به دریای آدریاتیک می‌ریزد. این رود از کشور ایتالیا می‌گذرد و طول آن ۳۷ کیلومتر (۲۳ مایل) است.